# جنبه‌های رمان
جنبه‌های رمان (به انگلیسی: Aspects of the Novel) کتابی از ادوارد مورگان فورستر، که در سال ۱۹۲۷ منتشر شده‌است. این کتاب از گرد آمدن سخنرانی‌های فورستر در کالج ترینیتی کمبریج تهیه شده‌است. فورستر در این سخنرانی‌ها با تمرکز بر ادبیات انگلیسی، رمان را از جنبه‌های داستان، شخصیت‌ها، طرح، فانتزی، فرابینی، انگاره و آهنگ مورد بررسی قرار می‌دهد.